# Masaya Honda
Pour les articles homonymes, voir Honda (homonymie).
Masaya Honda (本田 将也, Honda Masaya) est un footballeur japonais né le 20 novembre 1973. Il évoluait au poste de milieu de terrain.